# Abraxas pantaria
Abraxas pantaria, tên gọi thông dụng là Light Magpie hay Spotted Ash Looper là một loài bướm đêm thuộc họ Geometridae. Nó được mô tả bởi Linnaeus vào năm 1767. Nó được tìm thấy ở Địa Trung Hải và phổ biến ở Tây Ban Nha và Bồ Đào Nha. Nó cũng hiện diện ở Anh quốc, Ireland, Croatia, Armenia và Gruzia đông nam Nga và Thổ Nhĩ Kỳ.
Sải cánh khoảng 38–42 mm đối với con cái và 35–40 mm đối với con đực.

## Hình ảnh

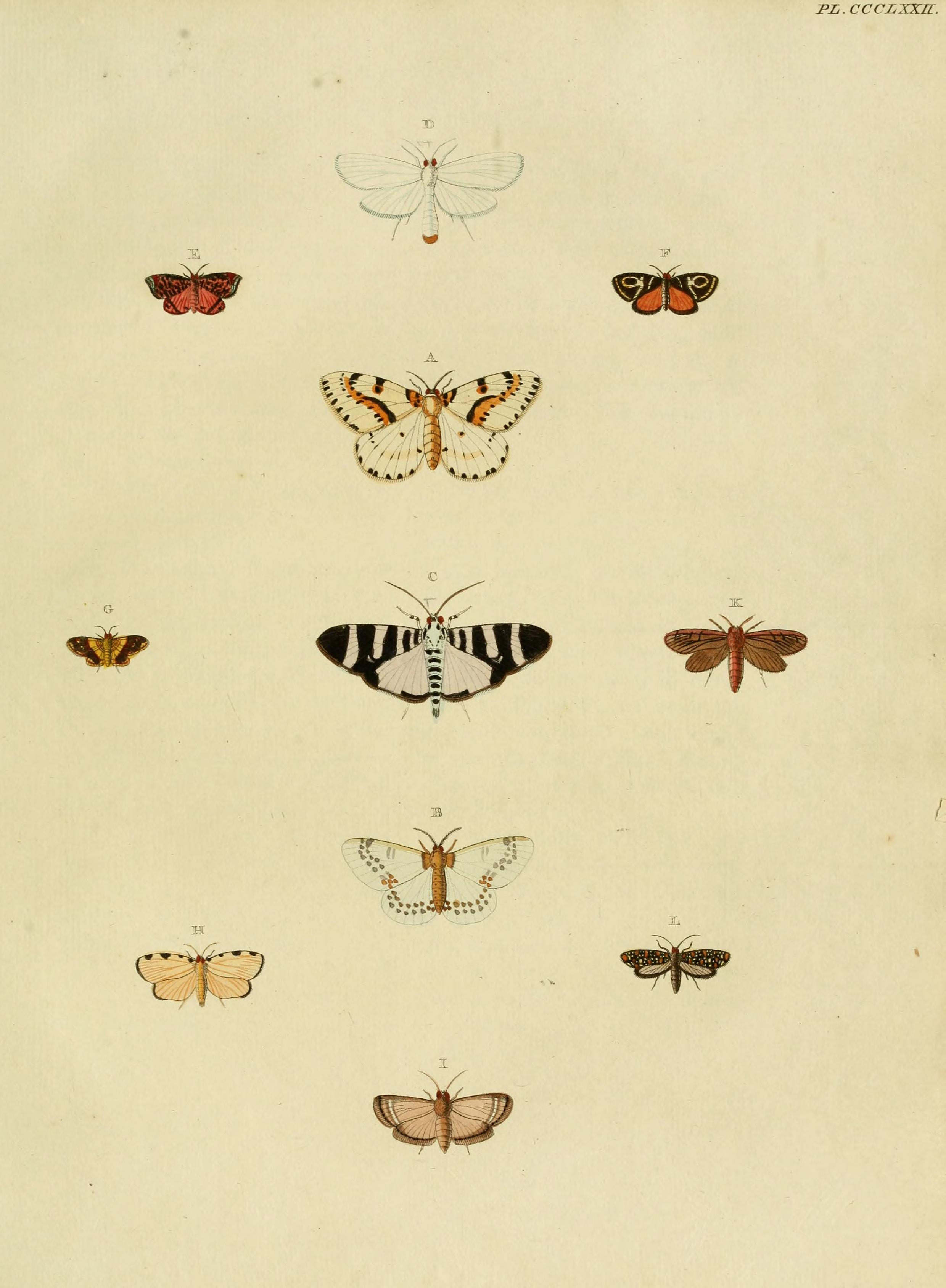